# August Gissler
August Gissler (Remscheid, 9 settembre 1857 – New York, 8 agosto 1935) è stato un esploratore e avventuriero tedesco.
Dedicatosi alla caccia di tesori nascosti, visse con brevi interruzioni sull'isola del Cocco, in Costa Rica dal 1889 al 1908.

## Caccia al tesoro
Gli sforzi di Gissler si focalizzarono sulla ricerca della Madonna dorata del tesoro di Lima, una statua a grandezza naturale della Vergine Maria, tempestata di gemme, in oro massiccio e, seconda la leggenda, sepolta lì dal capitano William Thompson nel 1820. Nel corso degli anni, Gissler scavò un elaborato sistema di gallerie, alcune delle quali ancora oggi accessibili. Gissler si dimostrò assolutamente certo della possibilità di rinvenire il tesoro, poiché disponeva di due mappe realizzate da autori diversi che indicavano lo stesso luogo in cui si supponeva che i preziosi fossero stati sepolti. Un'altra leggenda circondava l'isola del Cocco, quella relativa al pirata Benito Bonito.
Affascinato dalla sua organizzazione, il governo della Costa Rica nel 1897 gli permise di stabilire formalmente una colonia di diversi agricoltori tedeschi e lo nominò il primo (e finora unico) governatore dell'isola del Cocco. La caccia al tesoro venne finanziata in gran parte da finanzieri che avevano investito nella Cocos Plantation Company appositamente creata. Diverse famiglie di coloni che coltivavano tabacco si recarono assieme a Gissler sulla remota isola del Pacifico. Tuttavia, a causa del clima tropicale e dell'eccessiva lontananza dal continente americano, la colonia di Gissler durò per breve tempo, poiché nel decennio successivo tutte le famiglie dei coloni preferirono far ritorno alle loro terre di origine; August e sua moglie furono gli ultimi ad abbandonare il sito.
La ricerca del tesoro di Gissler proseguì per quasi un ventennio, ma non si risolse con un successo. Egli fu in grado di trovare solo sei monete d'oro, nonostante la sua capillare ricerca. Scoraggiato e forse deciso ad allontanarsi dopo la morte della moglie, alla fine lasciò l'isola per trasferirsi a New York nel 1908, consigliando a eventuali futuri cercatori d'oro di non perdere tempo sull'isola.
Delle oltre 300 spedizioni di avventurieri organizzate sull'isola del Cocco nel corso degli ultimi secoli, non si ha notizia di alcun successo. Pertanto, è probabile che la leggenda sul tesoro non sia altro che una mera finzione.